# Zeleni muhvič
Zeleni muhvič (znanstveno ime Setaria viridis) je vrsta plevela iz družine trav, ki je samonikel v Evropi in v Aziji, v Severni Ameriki pa je invazivna vrsta.

## Opis
Zeleni muhvič ima koničaste neodlakane liste, široke med 4 in 10 mm, katerih nožnica je dlakava. V dolžino lahko listi dosežejo do 40 cm, najmlajši list pa ima uvito listno ploskev. V višino doseže od 15 do 60 cm in ima tanko neodlakano bil. Kolenca so pogosto rdečkasta. Cvetovi so zbrani v klasasto, 2 do 8 cm dolgo socvetje na vrhu stebla. 